# Kuźniczka (województwo wielkopolskie)
Kuźniczka (pol. hist. Hamer Bliższy) – wieś w Polsce położona w województwie wielkopolskim, w powiecie czarnkowsko-trzcianeckim, w gminie Wieleń.

## Nazwa
Obecna nazwa wsi pochodzi od nazwy lokalnej kuźnicy, w której produkowano żelazo z rudy darniowej.  Wieś dawniej inaczej się nazywała. W XVI wieku nosiła staropolską nazwę „Hamer Bliższy”. Pierwsze zachowane historyczne zapisy źródłowe z 1563 podają nazwę „Hamer Blessi” oraz z 1565 „Hamer Bliższy”. W 1944 w okresie III Rzeszy wieś nosiła zgermanizowaną nazwę „Kottenhammer”.

## Historia
Miejscowość pierwotnie związana była z Wielkopolską. W 1563 leżała w powiecie poznańskim, w starostwie i parafii wieleńskiej w Koronie Królestwa Polskiego. Była t.zw. królewszczyzną czyli miejscowością należącą do królów polskich znajdującą się w dobrach wieleńskich.
Miejscowość odnotowano również w historycznych rejestrach poborowych dzięki czemu zachował się XVI wieczny obraz wsi. W 1563 mieszkańcy płacili pobór podatkowy od trzech kół młyńskich oraz od 8 rzemieślników. W 1565 miejscowość odnotowano jako leżącą o 0,5 mili od Wielenia nad rzeką Bukówką. Posiadała ona role, ogród i łąki. W miejscowości stał hamernik typu „rudnik” (czyli wytwarzajacy żelazo z rudy darniowej). Co tydzień produkował on 6 „żelaz płużnych” (czyli lemieszy) lub płacił rocznie 53 floreny i 27 groszy. Kuźnik przez trzy tygodnie w roku miał wolne. Miał do pomocy 10 robotników, którzy zwolnieni byli ze wszystkich opłat. We wsi był staw młyński o wymiarach 2 staje razy mniej niż 1 staj, który był głęboki na 4 łokcie. Odnotowano, że pływały w nim ryby: szczupaki, karasie oraz okonie.
W latach 1975–1998 miejscowość administracyjnie należała do województwa pilskiego.